# Chrysopodes nigropictus
Chrysopodes nigropictus är en insektsart som beskrevs av De Freitas och Penny 2001. Chrysopodes nigropictus ingår i släktet Chrysopodes och familjen guldögonsländor. Inga underarter finns listade i Catalogue of Life.